# Bolívar Ulloa
Bolívar Ulloa Pasquette (Lima, 5 de junio de 1909-Lima, 1998) fue un diplomático y docente universitario peruano. Especialista en cuestiones limítrofes, sus servicios fueron requeridos durante la realización del acuerdo de límites entre Perú y Ecuador de 1942, y el posterior trabajo de la demarcación de los límites.

## Biografía
Hijo del historiador peruano Luis Ulloa Cisneros y la francesa Blanca Pasquette. Nació en Barranco, Lima, donde cursó su educación primaria, en el Colegio Alemán. Luego realizó su educación media y superior en Francia, en donde residía su padre cumpliendo funciones diplomáticas. Cursó Historia, Geografía y Filosofía en la Universidad de París, graduándose de bachiller.
Siguiendo el consejo de su padre (fallecido en febrero de 1936), decidió regresar al Perú para desenvolver allí su carrera profesional. El 7 de octubre de 1936 ingresó a trabajar en el Ministerio de Relaciones Exteriores del Perú, en calidad de auxiliar del departamento de límites y fronteras. Llegó a ser jefe de dicho departamento, de 1945 a 1952. Luego fue sucesivamente director del departamento político y diplomático en 1952; director de asuntos diplomáticos en 1962, y asesor técnico en la cancillería en 1963.
Asesoró directamente al presidente Manuel Prado Ugarteche en la negociación a distancia del Protocolo peruano-ecuatoriano de paz, amistad  y límites, que se suscribió en Río de Janeiro el 29 de enero de 1942. Luego se abocó a la complicada tarea de la demarcación definitiva de la frontera peruano-ecuatoriana, que fue paralizada en 1943 y se reanudaría posteriormente, hasta su total conclusión tras la paz de Itamaraty de 1998.
Ulloa ostentó el rango de embajador. En representación del Perú, desempeñó diversas comisiones en el exterior. Fue delegado a la Asamblea General de las Naciones Unidas; y a la 2.º conferencia internacional extraordinaria de la misma en 1965.
En 1950 fue admitido como miembro de número de la Sociedad Peruana de Historia, la misma que después se convirtió en la Academia Nacional de la Historia, y a la que también fue admitido como miembro de número, en 1963.
Fue vicepresidente de la Sociedad Geográfica de Lima, entre 1958 y 1980. También ejerció la docencia en la Universidad Nacional Mayor de San Marcos y en la Academia Diplomática.

## Condecoraciones
En 1974 se retiró del servicio diplomático y fue condecorado con la Orden El Sol del Perú en el grado de Gran Cruz.
En 1995, la Cancillería le impuso la Orden al Mérito por Servicios Distinguidos, en el grado de Gran Cruz.

## Publicaciones
Sus escritos versan sobre las cuestiones limítrofes, la geografía y la historia de su país. Entre otros trabajos, publicó los siguientes:
- Los límites internacionales del Perú, curso de formación profesional (1968).
- Bibliografía e informes sobre los límites del Perú y proceso de demarcación territorial.